# Uppmaningssats
Uppmaningssats eller direktiv sats är en satstyp inom språkvetenskapen med vilkens hjälp satsens användare framlägger en uppmaning. På svenska använder uppmaningssatser typiskt verb i modus imperativ, men även andra satstyper kan fungera uppmanande.
Exempel på uppmaningssatser är:
- Kom hit!
- Var inte dum nu![4]
- Låt oss se vem som skjuter bäst![5]
- Det här får du fixa! (påståendeformad uppmaning)

Användningen av begreppet uppmaningssats inom det svenska språket finns dokumenterat tillbaka till 1860-talet.